# Honda Civic Si
Honda Civic Si — спортивная, компактная версия Civic, выпущенная компанией Honda. Si (Sport Injected — спортивно-заряженная) версия была представлена как третье поколение автомобилей Honda Civic как в Японии, так и в Северной Америке. В Канаде более известен как SiR для шестого и седьмого поколения, а Si был эквивалентом модели USDM EX.
Для Японского и Европейского рынка Civic Type R был адаптирован как высокопроизводительный вариант Civic, начиная с хетчбэка EK9 для Японии в 1996 году, затем уже и хетчбэком EP3 для Европы в 2001 году. В Северной Америке приставка Type R никогда не использовалась для автомобилей марки Honda (только для Acura Integra), а бейдж Si\SiR всё ещё продолжал означать высокопроизводительный авто. Civic Si хорошо контрастирует со «спартанским» и более адаптированным для езды по треку Type R, который имеет худшую шумоизоляцию, располагает меньшими удобствами, которые заменяются лучшей производительностью и позиционировавшим себя как полностью укомплектованный спортивный автомобиль, располагающий такими роскошными опциями, как люк и звуковая система с семью динамиками.

## 2006—2011
2006 году Si была изменена в дизайне, как, в прочем, и все короткие версии Civic, принеся множество значимых изменений, по сравнению с предыдущим поколением. Автомобиль оснащается 2-литровым K20Z3 i-VTEC двигателем, который производит 197 л.с. (147 кВт) и 188 нм крутящего момента в паре с шестиступенчатой ручной трансмиссией и дифференциалом повышенного трения. Стабилизатор поперечной устойчивости, который на 40 % более жёсткий, по сравнению с не-Si версией, улучшил управление версии Si, что позволило достичь значений 0.90g (8.8 м\с2) для бокового ускорения. Это также самая быстрая версия Civic Si из тех, что выпускалась, с ускорением 0-100 км/ч, равным 6,7 секунд, как сообщает Honda. Стандартная версия включает в себя люк, 360-ваттную звуковую систему с семью динамиками, 17-дюймовые диски, со всесезонными шинами размером 215/45R17 от компании Michelin.
В Канаде Acura CSX Type-S была представлена в 2007 году, получив, при этом силовую и рулевую установку от Civic Si, но имея, при этом, ещё и дополнительную опцию — кожаную обивку сидений. CSX имеет похожий внешний вид спереди и сзади как у JDM Civic, правда, с незначительными изменениями — у CSX есть небольшая «складка» по центру переднего бампера и капота, в то время, как у JDM Civic её не было.
Модель Civic Si 2007 года имеет несколько изменений, включая то, что он стал ещё более короче, получил систему курсовой устойчивости (VSA) (которая была недоступна на Канадских моделях. Канадские модели 2010 и 2011 годов уже получили VSA), более тёмные серебряные диски, переднюю решётку в цвет кузова, спойлер на багажнике, обратное цветовое оформление красно-чёрного одометра и передние коврики с надписью Si. Стоимость автомобиля, при этом, повысилась на 800$, достигнув отметки в 21 090$.
Для моделей 2008 года появились небольшие изменения, которые включали более тёмные колеса, по сравнению с автомобилями 2007 года выпуска, новый рычаг переключения передач с красным швом. Механические же изменения включали новую систему мониторинга давления в шинах, новую заднюю ручку, поднятую вверх, которая уменьшает заднюю выпуклость автомобиля и уменьшенную жёсткость пружин для купе-версии, соответствующую седану. Также этот год стал первым, когда в Канаде начали продавать Civic Si в кузове седан.
Выбор цветов для автомобиля был таким:
- «Голубой жемчуг» Fuji (эксклюзивный для Si цвет, который был заменён на голубой жемчуг Dyno в 2009 году)
- Серая галактика" металлик (заменён на «полированный металл» в 2009 году)
- «Красный жемчуг» Habanero (эксклюзивный для Si цвет, который был заменён на жемчужный апельсин в 2009 году)
- Чёрный жемчуг Nighthawk (заменён на Кристально-чёрный жемчуг в 2009 году)
- Красный Rallye
- Белый Taffeta
- Серебряный металлик Alabaster

## Civic Si седан
Honda показала седан-версию Civic Si для Северной Америки в 2007 году, которая ранее была доступна только на внутреннем рынке Японии. Дебютировав на Чикагском Автошоу, концепт-седан Si имел увеличенные 18-дюймовые литые диски, вместе с 4-поршневыми тормозами Brembo и увеличенными тормозными дисками. Производственная же версия седана лишилась концептных доработок, механически став практически идентичной с купе-версией. Производительность Si в версии седан была примерно такой же, как и в купе; увеличенный вес седана на 27 кг компенсируется чуть более сбалансированным распределением веса между передом и задом (60/40 для версии седан и 61/39 для купе-версии).

### Civic Mugen Si седан

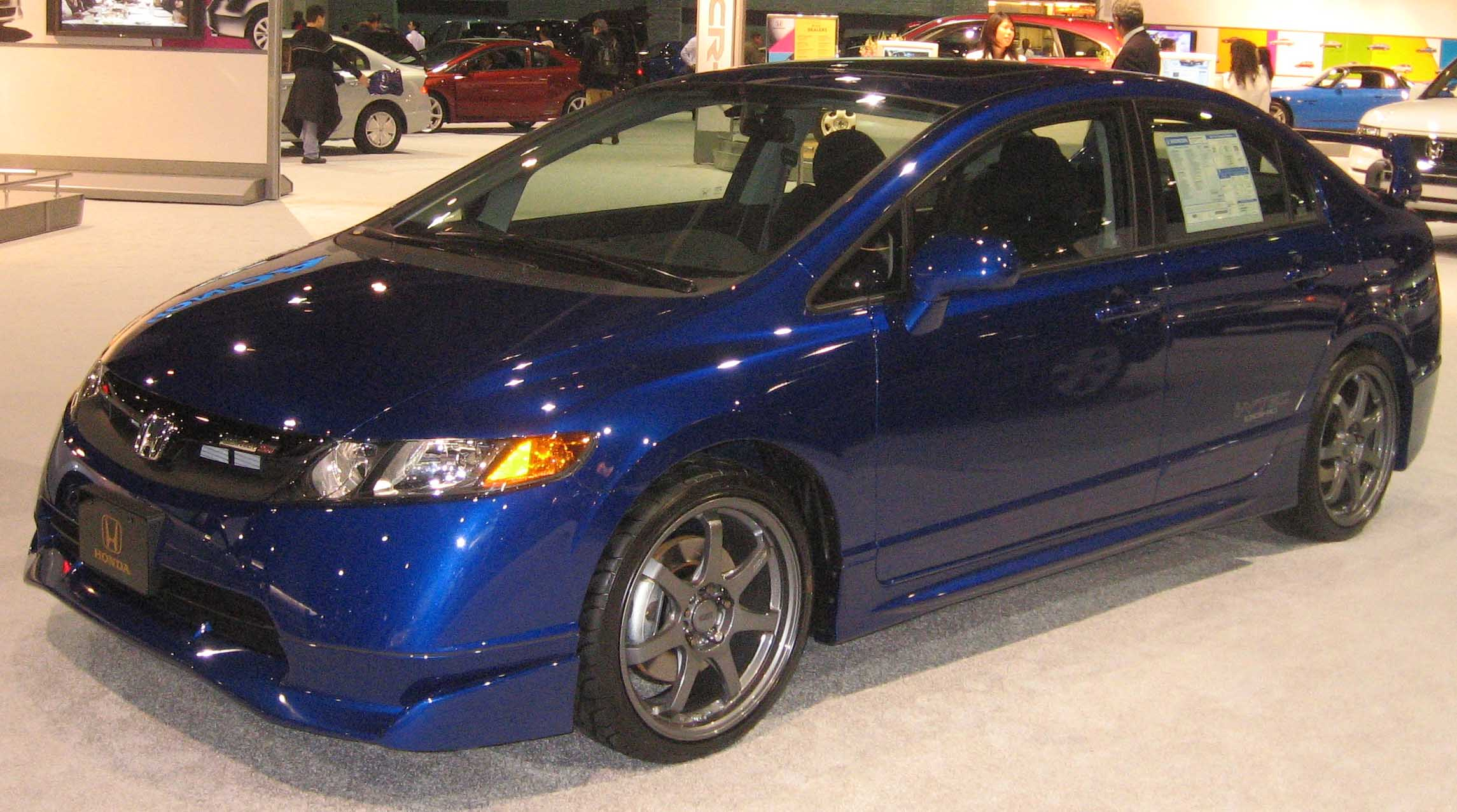
2008 Honda Civic Si Mugen седан

Модель 2008 года также принесла в 2008 году ограниченную версию Civic Mugen Si седан, которая была представлена в 2008 году на автошоу SEMA. Седан Mugen вышел только в цвете голубого жемчуга Fuji и имел более выхлопные трубы увеличенного размера, специально настроенную для трека спортивную подвеску, эксклюзивную переднюю решётку Mugen, эксклюзивную рукоятку рычага переключения передач, значки Mugen Si в интерьере и экстерьере автомобиля, GP шины Mugen, специальный кузовной кит, сделанный специально для американской версии. Производство было ограничено в 1000 автомобилей, а ценой, рекомендованной для рынка была 29,500$. Тест-драйв автомобиля журналом Car and Driver установил, что ускорение Mugen Si было практически эквивалентно ускорению стандартного Civic Si в версии купе.

### Обновление 2009-го года
Изменения в версии Si 2009 года включили в себя изменённый передний бампер и переднюю решётку, лампы янтарного цвета для передних и задних сигналов поворотников, задний спойлер без третьего стоп-сигнала и хромированную отделку багажника для седана. Кроме того, были представлены ещё несколько цветов, таких как «Апельсиновый жемчуг» Redline, «полированный метал» металлик и «кристально-чёрный жемчуг», заменив, тем самым, предыдущие похожие расцветки.
В модели 2010 года не было каких-либо значимых изменений, кроме крышки двигателя чёрного цвета, вместо серебряного.

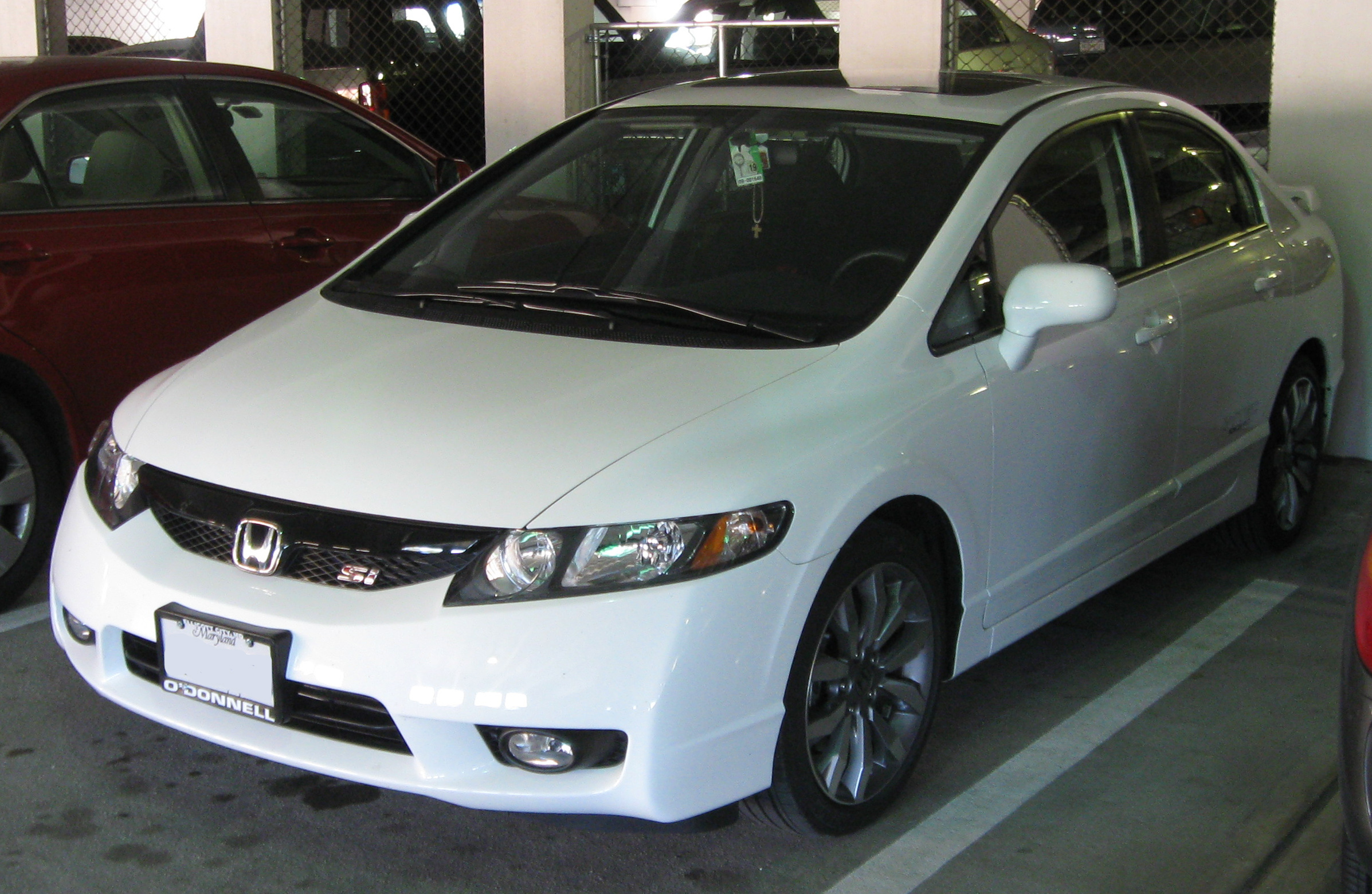
2009 Honda Civic Si седан (US)
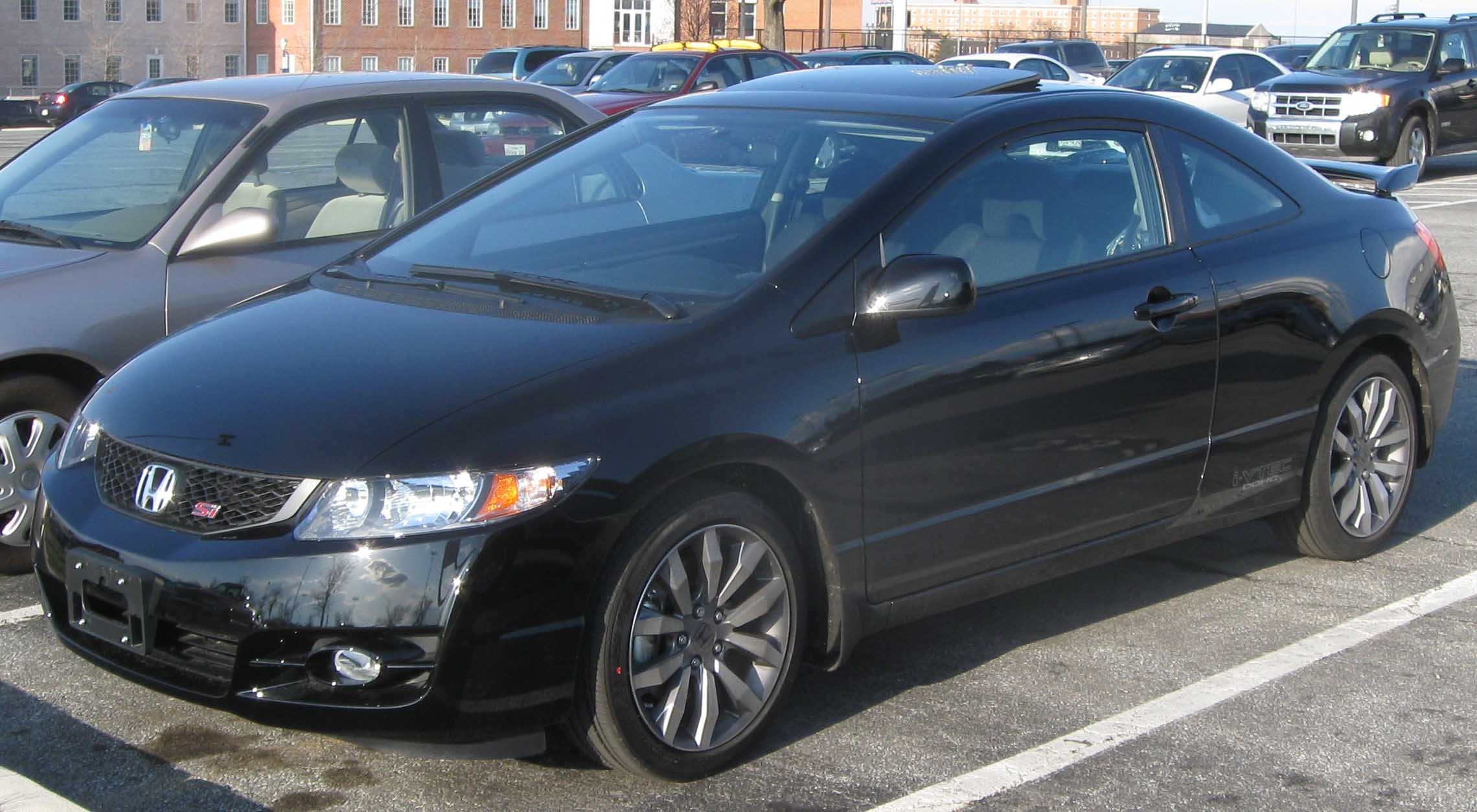
2009 Honda Civic Si купе (US)

## Девятое поколение

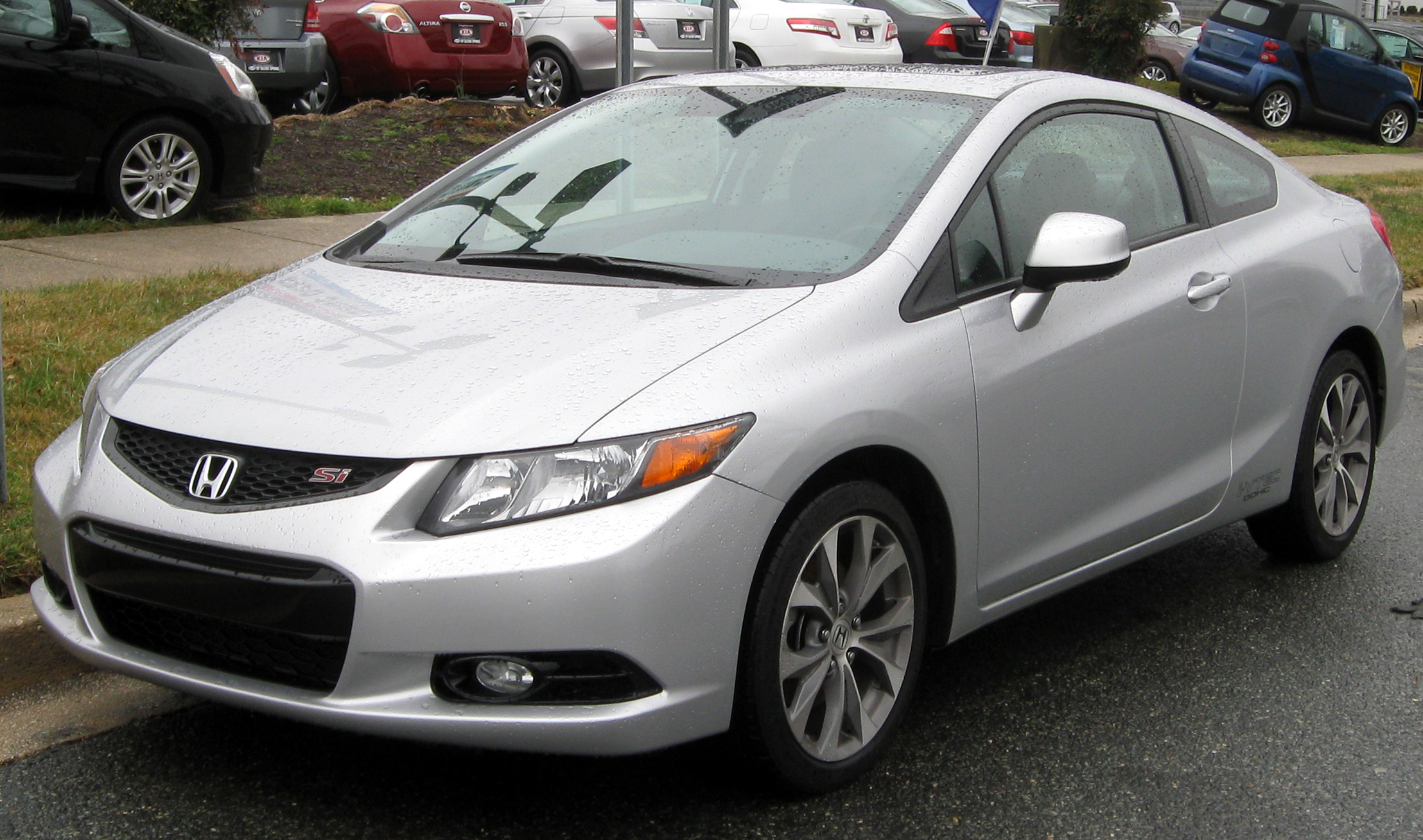
2012 Honda Civic Si coupe (US)

Девятое поколение Civic Si вышло в варианте купе и седан. Двигатель был усовершенствован с восьмого поколения до K24Z7, компрессия которого равна 11.0:1, объём был равен 2,4л и выдавал мощность, равную 201 л.с. и 230 нм крутящего момента. Максимальный крутящий момент достигался на 4400 об/мин, в то время, как двигатель 8-го поколения достигал его на 6000 об/мин. Красная зона была увеличена до 7000 оборотов, с отсечкой в 7200 об/мин. Шестиступенчатая ручная коробка переключения передач была доступна только в качестве опции. Воздушный спойлер был заменён на спойлер другого вида. Интерьер автомобиля тоже потерпел изменения, получив дополнительный индикатор предела оборотов двигателя и датчик мощности, который отображался в новом i-MID (умный мультиинформационный дисплей). Стабилизаторы поперечной устойчивости изменились на передние 18 мм и задние 15 мм с передних 28 мм и задних 17 мм, которые были установлены на автомобилях восьмого поколения. Шасси стало более жёсткими, а масса автомобиля немного уменьшилась, по сравнению с предыдущей моделью.